# Chương trình KANT
 Chương trình KANT là một kế hoạch thành lập một công ty liên doanh, nhập hãng tư Đức thuộc một gia đình Krauss-Maffei Wegmann và doanh nghiệp nhà nước Pháp Nexter Systems. Chữ KANT là từ viết tắt từ K(MW) A(nd) N(exter) T(ogether) (KMW và Nexter nhập chung lại). Krauss-Maffei Wegmann và Nexter cùng sản xuất xe tăng. Ngày 29 tháng 7 năm 2015, 2 hãng đã chính thức công bố ở Paris là nhập lại, thành lập một công ty Holding chung chưa rõ tên, mỗi bên giữ 50%. Theo báo Spiegel thì trụ sở công ty này sẽ được đặt ở Leiden, Hà Lan.
Hãng mới sẽ có một doanh thu khoảng 2 tỷ Euro, đơn đặt hàng khoảng 6,5 tỷ Euro, hơn 6.000 nhân viên và dẫn đầu về chế tạo xe tăng ở Âu Châu. Mục đích chính là để đáp ứng mong đợi của bộ trưởng quốc phòng Ursula von der Leyen, tới năm 2030 sẽ phát triển một xe tăng mới thay thế xe tăng Leopard 2 của Đức và Leclerc của Pháp hiện thời.